# Lissabons nya flygplats
Lissabons nya flygplats (portugisiska: Novo Aeroporto de Lisboa, NAL) är en planerad flygplats i Alcochete, 40 km från Lissabon på Tejos södra strand, som är tänkt att ersätta den nuvarande Lissabon-Portelas flygplats. Det var ursprungligen planerat att flygplatsen skulle invigas 2017. Enligt den senaste prognosen förväntas den vara i bruk år 2036 eller 2037.
Regeringen i Portugal fattade den 10 januari 2008 beslut om att bygga Lissabons nya storflygplats i Alcochete 40 km från Lissabon på Tejos södra strand. Där fanns vid beslutet ett av flygvapnets skjutfält. Projektet, som kommer att täcka ett område motsvarande 2 500 fotbollsplaner, kommer att kräva över 5 000 arbetare. Flygfältet beräknades vara klart 2017. Kostnaden beräknades till 4,9 miljarder euro. Projektet sköts 2010 upp till framtiden, på grund av finanskrisen, när räntan ökade kraftigt på grund av Portugals och fler sydeuropeiska länders statsskuld.
I januari 2019 undertecknades ett avtal mellan regeringen, Vinci Airports och ANA Aeroportos de Portugal angående financiering av en utbyggnad av Lissabons flygplatser. Fem hundra miljoner euro avsattes till omvandlingen av den tidigare militärbasen i Montijo till en civil flygplats som beräknades öppna år 2026.
I april 2023 listades nio möjliga placeringar för Lissabons nya flygplats. En utredning kommer att presenteras för Portugals regering den 31 december 2023 varefter ett slutligt beslut skall tas om flygplatsens placering. I maj 2024 bekräftade  Portugals regering att flygplatsen kommer att byggas på den tidigare millitära övningsplatsen Campo de Tiro de Alcochete och beräknas vara klar år 2034.